# Forth (álbum)
Forth é o quarto álbum de estúdio da banda inglesa The Verve, lançado em 25 de Agosto de 2008.

## Faixas
Todas as faixas por The Verve, exceto onde anotado.
1. "Sit and Wonder" - 6:52
2. "Love Is Noise" (Richard Ashcroft, The Verve) - 5:29
3. "Rather Be" (Ashcroft) - 5:38
4. "Judas" - 6:19
5. "Numbness" - 6:35
6. "I See Houses" (Ashcroft) - 5:37
7. "Noise Epic" - 8:14
8. "Valium Skies" (Ashcroft) - 4:34
9. "Columbo" - 7:30
  - "Ma Ma Soul" - 5:45 (Exclusivo em versão Lp, edição japonesa e iTunes)[2]
  - "Muhammad Ali" - 6:26 (Exclusivo em versão Lp, edição japonesa e iTunes)[2]
10. "Appalachian Springs" (Ashcroft) - 7:34

### Edição especial (DVD)
1. "Sonnet" (Ao vivo em Coachella)[3]
2. "Life's an Ocean" (Ao vivo em Coachella)[3]
3. "The Rolling People" (Ao vivo em Coachella)[3]
4. "Lucky Man" (Ao vivo em Coachella)[3]
5. "Love Is Noise" (Ao vivo em Coachella)[3]
6. Documentário Space e Time[3]